# Horoszkóp

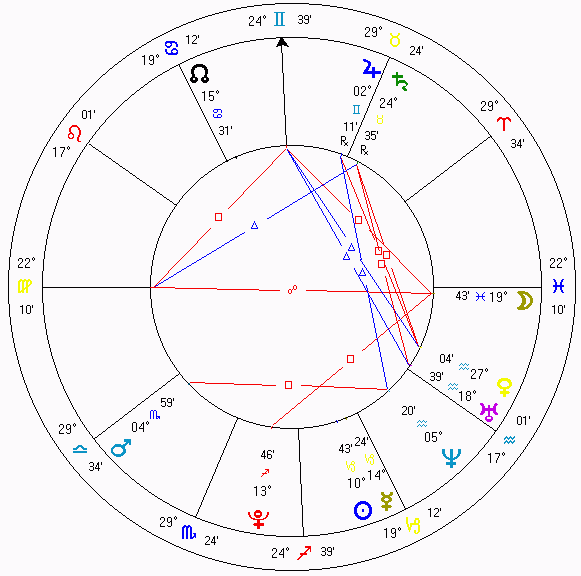
Egy horoszkóp (2001. január 1., 0:00, São Paulo)

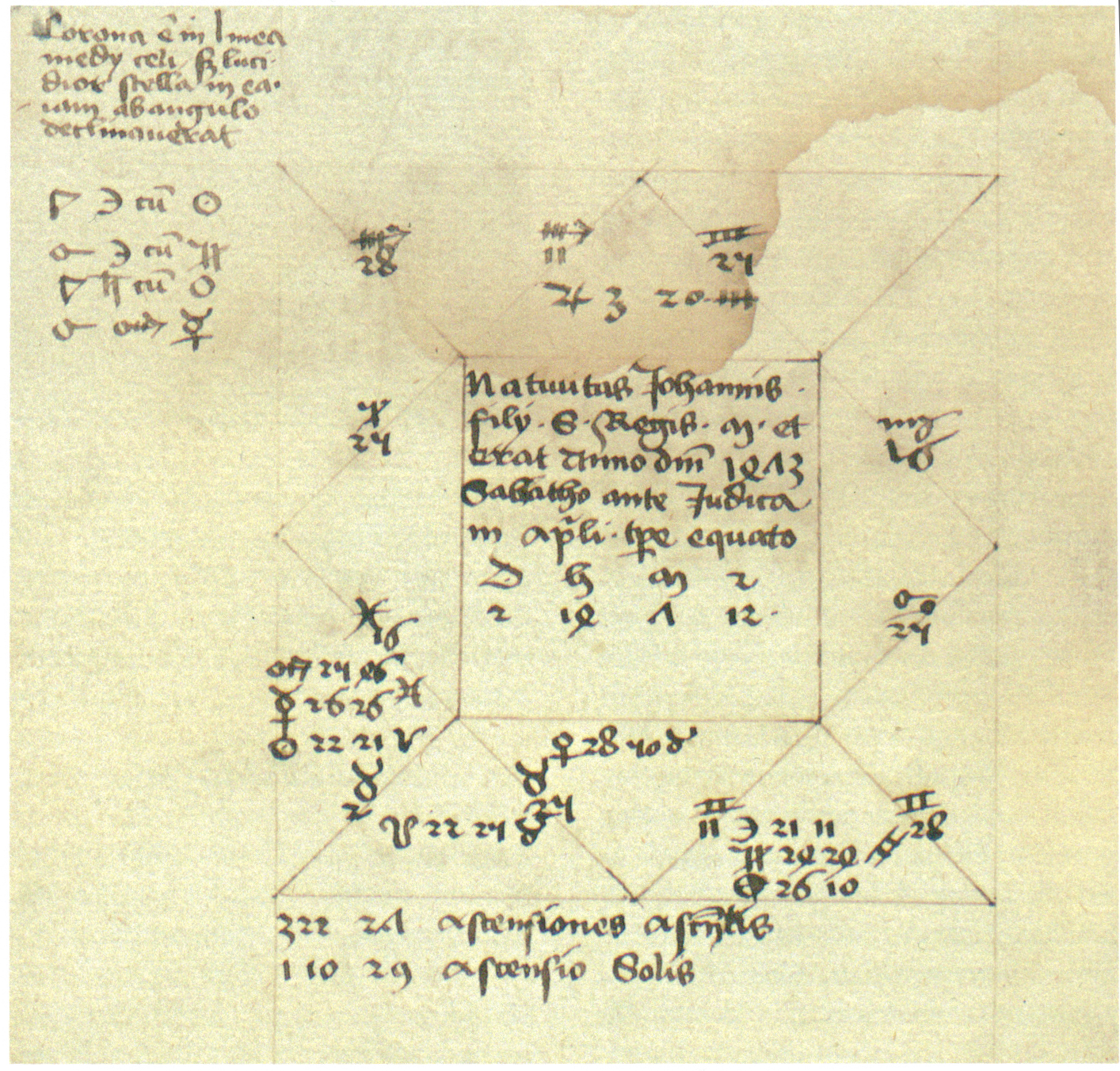
Corvin János születésekor készített horoszkópja

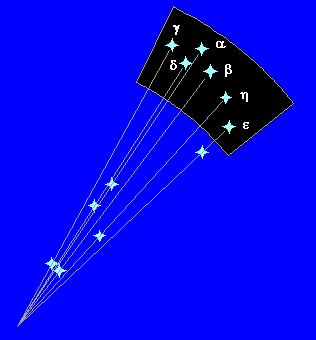
A Delfin csillagkép tagjainak tényleges elhelyezkedése a világűrben jól mutatja, hogy a csillagképek tagjainak egymáshoz sincs sok köze, nemhogy az emberekhez

A horoszkóp (görögül: horoszkoposz, „óranézés”) az asztrológia hiedelemrendszere szerint a Nap, a Hold, a Naprendszer bolygói és a 12 állatövi jegy helyzete egy adott pillanatban, általában egy személy születése idején, vagy életének fontos fordulópontján feltüntető ábra az esemény idejére és földrajzi helyére felállítva. Segítségével az „asztrológus” következtetéseket von le az adott ember sorsáról, jelleméről, betegségi hajlamairól stb. A horoszkóp az asztrológus szerint az általa megállapított szimbolikus üzenetet hordoz. Nem okozója, csak mutatója az eseményeknek. Több fajtája van, például radixhoroszkóp (az egyén életének „térképe”), szolár- és lunárhoroszkóp (éves, illetve havi előrejelzés), vagy a kérdőhoroszkóp, melyből egy adott kérdésre keresnek választ.

## Alapelemei
- 12 állatövi jegy
- 10 égitest (Nap, Hold, Merkúr, Vénusz, Mars, Jupiter, Szaturnusz, Uránusz, Neptunusz, Plútó)
- 12 (asztrológiai) ház
- Fényszögek (A bolygók egymáshoz való viszonyát jelölik.)

## Megbízhatóság
A horoszkópok megbízhatóságát egyetlen tudományos vizsgálat sem igazolja, módszerei áltudományos jellegűek. A mai tudomány szerint nem létezik kapcsolat egy személy és az égitestek látszólagos égi pozíciója között. Tudományos, „kettős vak” kísérletekkel,  kontrollcsoport bevonásával igazolták, hogy a horoszkópoknak semmiféle valóságtartalmuk nincs a véletlenen kívül. Pszichológiai tesztekkel igazolták, hogy lehetséges olyan általános személyleírásokat és jóslatokat megfogalmazni, amelyek a nagyközönség számára érvényesnek, reálisnak tűnnek (lásd: Forer-hatás).